# Sombre Dimanche (chanson)
Pour les articles homonymes, voir Sombre Dimanche.
Sombre Dimanche (hongrois : Szomorú Vasárnap) est un morceau de jazz composé en 1933 par le musicien hongrois Rezső Seress, sur des paroles de László Jávor (en).
Composée d'abord à Paris en 1932, puis publié à Budapest, il a pour premier titre Vége a világnak (« Fin d'un monde ») : Jávor évoque dans son poème en un mélange de tristesse et de nostalgie, la disparition de proches durant la Première Guerre mondiale.
Ce morceau mélancolique est devenu célèbre, principalement parce qu'il aurait été interdit dans la plupart des établissements de Budapest craignant de pousser leurs clients au suicide. Les légendes urbaines entourant cette chanson lui ont valu d'être surnommée « le morceau interdit à Budapest » ou encore « le morceau suicidaire hongrois ». Les rumeurs (interdictions à la radio, vagues de suicide), provenant en partie d'une campagne visant à la promouvoir, sont cependant sans fondement.
Szomorú Vasárnap, sur des paroles de Sam M. Lewis (en) et une orchestration de Hal Kemp (1936), est devenu Gloomy Sunday, un standard durant la fin des années 1930 aux États-Unis, pendant la grande Dépression : les paroles de Lewis évoquent le suicide, et la chanson est sous-titrée The Famous Hungarian Suicide Song. Il est ensuite repris et réarangé par d'autres compositeurs et interprètes, dont Billie Holiday : sa version aurait été interdite par la BBC en 1941, sans doute à cause du contexte de la Seconde Guerre mondiale où les censeurs avaient tendance à éviter la diffusion de chansons considérées comme déprimantes.
En France, c'est Damia qui le chante une première fois en 1936, sous le titre Sombre dimanche, sur un arrangement de Jean Marèze (1904-1942) et des paroles de François-Eugène Gonda.

## Interprétations et versions
Parmi les artistes ayant repris ou réinterprété cette chanson :
- 1935 : Pál Kalmár (en hongrois, sous le titre Szomorú Vasárnap, avec des paroles de László Jávor)
- 1936 : Damia, en français, sous le titre Sombre Dimanche, sur un arrangement de Jean Marèze et des paroles de François-Eugène Gonda.
- 1936 : Noriko Awaya (en japonais, sous le titre Kurai Nichiyobi)
- 1936 : Hal Kemp and His Orchestra, chanté par Bob Allen (1913-1989), en anglais, aux États-Unis, sous le titre Gloomy Sunday (The Famous Hungarian Suicide Song), avec des paroles de Sam Lewis, sous le label Brunswick.
- 1936 : Paul Whiteman (en anglais, aux États-Unis)
- 1936 : Tarō Shōji (en japonais, Kurai Nichiyōbi (暗い日曜日?))
- 1936 : Paul Robeson (en anglais, au Royaume-Uni, sous le titre Gloomy Sunday, avec des paroles de Desmond Carter)
- 1937 : Piotr Lechtchenko  (en russe, sous le titre Mratchnoïe Voskresenie (Мрачное воскресенье))
- 1940 : Artie Shaw & his Orchestra - (chanteuse : Pauline Byrne)
- 1941 : Billie Holiday (avec les paroles de Sam Lewis)
- 1957 : Josh White
- 1958 : Mel Tormé
- 1958 : Rick Nelson (édition posthume)
- 1959 : Eila Pellinen (en finnois, sous le titre Surullinen sunnuntai)
- 1961 : Sarah Vaughan
- 1962 : Lou Rawls
- 1967 : Carmen McRae
- 1968 : Ivan Rebroff (en russe, paru en Allemagne sous le titre Einsamer Sonntag et en France sous le titre Dimanche solitaire)
- 1968 : Genesis (Groupe américain sans lien avec le célèbre groupe britannique)
- 1969 : Ray Charles
- 1979 : Lydia Lunch
- 1981 : Elvis Costello and the Attractions (Trust, réédition de 1994). Elvis Costello l'a réenregistrée, aux côtés de Marian McPartland en 2005 sur l'album Piano Jazz: McPartland/Costello.
- 1982 : Associates
- 1983 : Swans Way
- 1983 : Jacques Calonne (Ténor Mondain) (en français, sous le titre Sombre Dimanche avec des paroles attribuée à László Jávor, mais plus probablement avec celles de Jean Marèze et François-Eugène Gonda)
- 1984 : Peter Wolf
- 1985 : Harri Marstio (en finnois, sous le titre Surullinen sunnuntai)
- 1986 : Christian Death
- 1987 : Serge Gainsbourg (You're Under Arrest) (en français, sous le titre Gloomy Sunday, avec les paroles de Jean Marèze et François-Eugène Gonda)
- 1991 : The Singing Loins (Songs For The Organ)
- 1991 : Sarah McLachlan (Rarities, B-Sides and Other Stuff)
- 1992 : Diamanda Galás (The Singer)
- 1992 : Sinéad O'Connor (Am I Not Your Girl?)
- 1995 : Gitane Demone
- 1996 : Mystic (bande originale du film Nos funérailles)
- 1998 : Marianne Faithfull
- 1999 : The Smithereens (God Save the Smithereens)
- 1999 : Björk
- 1999 : Heather Nova (South)
- 1999 : Loreena McKennitt sous le titre "Gloomy Sunday", Album : Rarities, B-Sides & Other Stuff
- 2000 : Kronos Quartet
- 2000 : Sarah Brightman
- 2001 : Iva Bittová (The Man Who Cried)
- 2003 : Emilie Autumn
- 2003 : Edvin Marton
- 2003 : Hot Jazz Band
- 2004 : Branford Marsalis (Eternal)
- 2004 : MC Sniper (avec des paroles modifiées, rap coréen)
- 2005 : Jaurim
- 2005 : Eminemmylou et Legs MC Rap.
- 2005 : Negator (black metal allemand) sur l'album Die Eisernen Verse
- 2005 : Venetian Snares (remix de la version de Billie Holiday en breakcore sous le titre de Öngyilkos Vasárnap dans l'album Rossz Csillag Alatt Született)
- 2006 : Tsukimono (on Famousfor15mb.com)
- 2006 : Angéla Póka (live) (Szomorú Vasárnap pendant Megasztár)
- 2006 : Red Sky Mourning
- 2006 : Lucía Jiménez (pour le film the Kovak Box inspiré de la chanson)
- 2006 : Zaorany kytky (groupe tchèque)
- 2006 : Claire Diterzi (Boucle) (en français, sous le titre Sombre Dimanche, avec les paroles de Jean Marèze et François-Eugène Gonda)
- 2007 : Candie Payne
- 2009 : Philippe Orivel[3] and The Deferlante orchestra :  (version en allemand et en français)
- 2010: Pallbearer (2010 demo)
- 2014 : Sanseverino sur l'album Le Petit Bal Perdu, en français, sous le titre Sombre Dimanche.
- 2014 : Angelina Jordan, née en 2006 (Norvège)
- 2020 : Julia Werup, en version anglaise, dans l'album The Thrill Of Loving You.

- Mickey Baker
- Artie Shaw
- Portishead

## Dans les représentations

### Audiovisuelles
- 1948 : Sombre Dimanche, film de Jacqueline Audry.
- 1993 : La Liste de Schindler, film de Steven Spielberg.
- 1996 : Nos funérailles, film d'Abel Ferrara.
- 1999 : La Chanson du sombre dimanche, film de  Rolf Schübel.
- 2000 : Les Larmes d'un homme, film de Sally Potter.
- 2006 :  The Kovak Box, film de Daniel Monzón.
- 2007 : Petits Suicides entre amis de Goran Dukic.
- 2010 : Gloomy Salad Days (en), drama taïwanais réalisé par Zero Chou.

### Citations
- Leonard Cohen, chanteur canadien réputé pour ses textes souvent tristes, a comparé ce morceau à une chanson qu'il a écrite, Dress Rehearsal Rag, et qu'il a toujours évité de chanter en public de peur de pousser ses spectateurs au suicide et également de passer pour un suicidaire lui-même.
- Le morceau est mentionné dans le roman de Tatsuya Sano intitulé Nos mondes imaginés.
- La version chantée par Billie Holliday peut être entendue dans l'épisode 4 de la saison 18 des Simpson.
- Ce morceau est interprété par la comtesse Sorokina dans la série Babylon Berlin, saison 2 épisode 16.
- Les paroles françaises de ce morceau sont citées dans le roman Hadrianna dans tous mes rêves de René Depestre[4].